# Station Mordy Miasto
Station Mordy Miasto is een spoorwegstation in de Poolse plaats Mordy.